# Test del cilindro delle piccole parti
Il test del cilindro delle piccole parti è una prova sui giocattoli e su altri prodotti destinati all'uso da parte dei bambini, descritta dallo standard EN 71-1 Safety of toys - Part 1: Mechanical and physical properties, che ha lo scopo di prevenire i rischi di strozzamento nei bambini di età inferiore a 3 anni.

## Descrizione

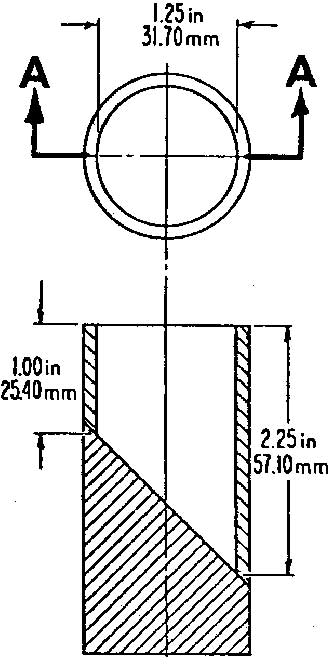
Forma e dimensioni del cilindro delle piccole parti

Pittogramma di sicurezza per giocattoli non adatti a bambini di età compresa tra 0 e 3 anni, applicato ai giocattoli con pericolo di piccole parti, assieme all'avvertenza "Piccole parti".

Il test del cilindro delle piccole parti è svolto attraverso l'utilizzo di un cilindro (chiamato "cilindro delle piccole parti" o SPTF, dall'inglese Small Parts Test Fixture) di forma e dimensioni stabilite dal Code of Federal Regulations (CFR), titolo 16, paragrafo 1501 e richiamate dallo standard EN 71-1. Tale cilindro è lungo 25,40 mm nel suo punto meno profondo, 57,10 mm nel suo punto più profondo, largo 31,70 mm e al suo interno presenta un setto obliquo. Le dimensioni del cilindro sono state appositamente determinate per simulare la gola completamente espansa di un bambino di età minore di 3 anni.
Per lo svolgimento del test, si prova a fare entrare il giocattolo e le parti del giocattolo all'interno del cilindro, senza comprimerle: se non entrano completamente all'interno del cilindro (orientandoli in qualsiasi modo), secondo la norma EN 71-1 sono troppo grandi per potere dare un rischio di strozzamento. Se invece entrano completamente all'interno del cilindro, secondo la norma EN 71-1 tali parti del giocattolo sono chiamate "piccole parti" e sono associate a rischio strozzamento. In quest'ultimo caso, è necessario apporre sul giocattolo, unitamente ad un'avvertenza di giocattolo non destinato a bambini di età inferiore a 36 mesi, un'avvertenza sul pericolo di piccole parti, che può essere accompagnato anche da un'avvertenza sul danno provocato da tale pericolo (strozzamento). La stessa avvertenza deve essere inoltre presente su qualsiasi pubblicità o sito web relativi alla vendita del giocattolo. Le etichette di avvertimento devono essere posizionate e scritte in modo chiaro, solitamente includendo un'immagine ben visibile.

## Ambito di applicazione
Le parti del giocattolo da testare ai fini del test del cilindro delle piccole parti sono sia le parti del giocattolo quando questo è integro sia eventuali parti che possano staccarsi dal giocattolo o essere generati dalla sua rottura durante le prove meccaniche stabilite dalla norma EN 71-1.
Il test del cilindro delle piccole parti non si applica a piccole palle e ventose, che possono determinare incidenti mortali anche se superano il test del cilindro. Su tali parti dei giocattoli si svolge invece la prova delle piccole palle e delle ventose, definite nella norma EN 71-1.